# جاکومو آراگال
جائوما آراگال ئی گاریگا (کاتالونیایی: Jaume Aragall i Garriga؛ زادهٔ ۶ ژوئن ۱۹۳۹) که بیشتر با نام هنری‌اش «جاکومو آراگال» (کاتالونیایی: Giacomo Aragall) شناخته می‌شود؛ یک خواننده تنور مشهور و برجستهٔ اپرا و هنرپیشه اهل اسپانیا است.
او را به سبب زیبایی صدا و همچنین نقش‌آفرینی‌های بسیار عالی و خوانندگی‌های درخشانش، یکی از بهترین تِنورهای اسپانیایی می‌دانند.

## زندگی‌نامهٔ هنری
آراگال خوانندگی را از سن ۱۹ سالگی و زیر نظر پروفسور «جـِیمی فرانسیسکو پوئیگ» فرا گرفت و سپس به شهر میلان در ایتالیا رفت تا تحصیلاتش را زیر نظر پروفسور «ولادیمیرو بادیالی» تکمیل کند.
وی نخستین نقش‌های حرفه‌ای خود را در سن ۲۳ سالگی، ابتدا در اپرای «اورشلیم» اثرِ «جوزپه وردی»، در سالن «گرن تئاترو لا فِنیس» (در ونیز) و سپس در اپرایی اثرِ «پیترو ماسکانی» در سالنِ مشهورِ «لا اسکالا» (در میلان) ایفا کرد و پس از آن در اپراهای گوناگونی در سرتاسر جهان، به هنرنمایی پرداخته است.
لوچیانو پاواروتی دربارهٔ او گفته بود: «فکر می‌کنم در آن دوران، فقط سه خوانندهٔ تنور جوانِ بسیار عالی وجود داشت: خودم، «پلاسیدو» و «آراگال». نمی‌دانم آیا «آراگال» هنوز هم خوانندگی می‌کند یا نه، اما در بین ما سه نفر، او از همه بهتر بود.»
آراگال در زمان خود به اندازه دومینگو و پاواروتی مشهور نبود اما خواننده بسیار قوی بود